# 중앙파푸아주

중앙파푸아주의 위치

중앙파푸아주(인도네시아어: Provinsi Papua Tengah)는 인도네시아 서뉴기니(인도네시아의 영토에 속해 있는 뉴기니섬 서반부 지역)와 지방에 위치한 주 가운데 하나로, 주도는 나비레(Nabire)이다. 면적은 61,072.91km2, 인구는 1,452,810명(2023년 기준)이다.
2022년 11월 11일에 서파푸아주에서 분리되어 신설되었는데, 북쪽으로는 츤드라와시만, 남쪽으로는 아라푸라해와 접한다. 최대 도시는 미국의 프리포트 맥모란(Freeport-McMoRan)이 광산업을 하는 티미카(Timika)이다.

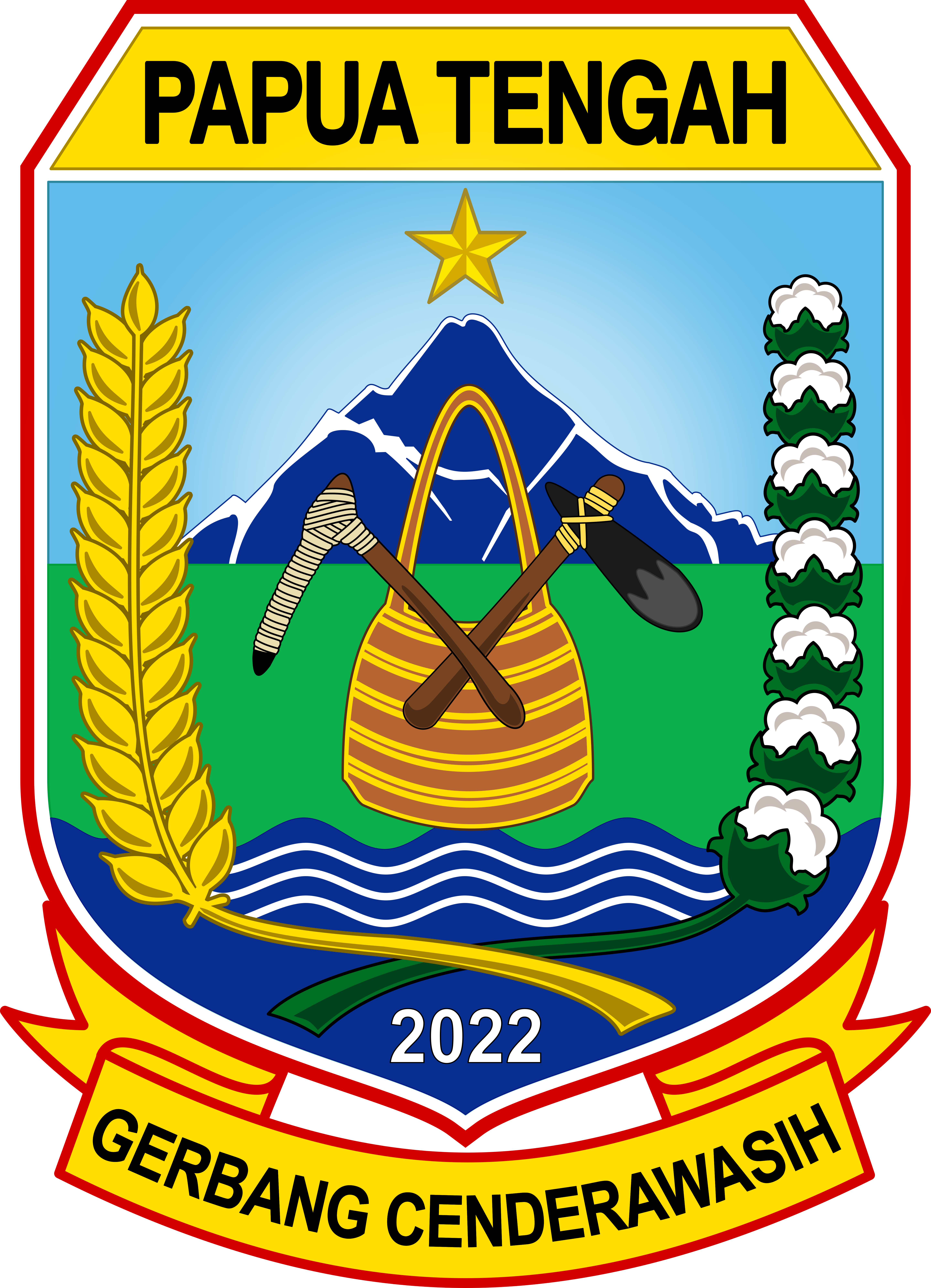
중앙파푸아주의 문장

## 같이 보기
- 파푸아주
- 남파푸아주
- 서파푸아주
- 파푸아고원주
- 남서파푸아주